# Alpecin-Deceuninck
Alpecin-Deceuninck ist ein belgisches Radsportteam, das seinen Sitz in Herentals hat.

## Organisation
Die Mannschaft wurde 2009 unter dem Namen BKCP-Powerplus gegründet und ging teilweise aus dem Team Palmans-Cras hervor. Die Mannschaft besaß zunächst eine Lizenz als UCI Continental Team und bot Cyclocross-Spezialisten ein eingeschränktes Straßenradsport-Programm. Im Jahr 2014 verpflichtete die Mannschaft Mathieu van der Poel und erhielt 2019 unter dem Namen Corendon-Circus eine Lizenz als Professional Continental Team. Mithilfe dieser Lizenz nahm das Team an Rennen der UCI WorldTour 2019 teil und gewann mit van der Poel Dwars door Vlaanderen und das Amstel Gold Race. Zur Saison 2020 wurden die deutsche Shampoomarke Alpecin – vorher Hauptsponsor der Teams Giant-Alpecin und Katusha Alpecin – und der italienische Einrichtungsdesigner Fenix Namensgeber des Teams.
Da die Mannschaft die UCI-Weltrangliste auf Rang 12 abschloss, qualifizierte es sich als bestes UCI ProTeam für Pflichteinladungen bei allen Rennen der UCI WorldTour 2021. Gleiches gelang mit dem 6. Platz in der Weltrangliste 2021, die dem Team das Recht zur Teilnahme an den Rennen der UCI WorldTour 2022 sicherte.
Mit dem Start der Tour de France 2022 am 1. Juli 2022 ersetzte der belgische Tür- und Fensterhersteller Deceuninck – 2019 bis 2021 Namenssponsor von Deceuninck-Quick-Step – Fenix als zweiten Hauptsponsor und das Team wurde in Alpecin-Deceuninck umbenannt. Zugleich bewarb sich das Team für eine WorldTour-Lizenz ab 2023, die es im Dezember 2022 erhielt.
Der Betreiber des Teams unterhält außerdem das Alpecin-Deceuninck Development Team, das UCI Women’s WorldTeam Fenix-Deceuninck sowie jeweils ein gemischtes UCI Cyclo-Cross Team und UCI MTB Team.
Manager ist Philip Roodhooft, der vom Sportlichen Leiter Christoph Roodhooft unterstützt wird.

## Platzierungen in UCI-Ranglisten
UCI World Ranking
| World Ranking | World Ranking | World Ranking                 | World Ranking |
| Jahr          | Teamwertung   | Einzelwertung                 |               |
| ------------- | ------------- | ----------------------------- | ------------- |
| 2016          | —             | Mathieu van der Poel (1174. ) |               |
| 2017          | —             | Mathieu van der Poel (167. )  |               |
| 2018          | —             | Mathieu van der Poel (111. )  |               |
| 2019          | 18.           | Mathieu van der Poel (12. )   |               |
| 2020          | 12.           | Mathieu van der Poel (4. )    |               |
| 2021          | 6.            | Mathieu van der Poel (7. )    |               |
| 2022          | 9.            | Mathieu van der Poel (9. )    |               |
| 2023          | 8.            | Mathieu van der Poel (7. )    |               |
| 2024          | 8.            | Jasper Philipsen (3. )        |               |
|               |               |                               |               |
| Quelle: UCI   |               |                               |               |

UCI Europe Tour
| UCI Europe Tour | UCI Europe Tour | UCI Europe Tour              | UCI Europe Tour |
| Jahr            | Teamwertung     | Einzelwertung                |                 |
| --------------- | --------------- | ---------------------------- | --------------- |
| 2009            | 82.             | Niels Albert (280. )         |                 |
| 2010            | 92.             | Niels Albert (600. )         |                 |
| 2011            | 91.             | Niels Albert (525. )         |                 |
| 2012            | 109.            | Marcel Meisen (903. )        |                 |
| 2013            | 77.             | Philipp Walsleben (167. )    |                 |
| 2014            | 53.             | Mathieu van der Poel (46. )  |                 |
| 2015            | 91.             | Mathieu van der Poel (270. ) |                 |
| 2016            | 108.            | Mathieu van der Poel (794. ) |                 |
| 2017            | 36.             | Mathieu van der Poel (59. )  |                 |
| 2018            | 32.             | Mathieu van der Poel (14. )  |                 |
| 2019            | 3.              | Mathieu van der Poel (11. )  |                 |
| 2020            | 1.              | Mathieu van der Poel (4. )   |                 |
| 2021            | 1.              | Mathieu van der Poel (6. )   |                 |
| 2022            | 1.              | Mathieu van der Poel (9. )   |                 |
| 2023            | —               | Mathieu van der Poel (7. )   |                 |
| 2024            | —               | Jasper Philipsen (3. )       |                 |
|                 |                 |                              |                 |
| Quelle: UCI     |                 |                              |                 |

## Mannschaft 2025
| Teamkader 2025          | Teamkader 2025     | Teamkader 2025 | Teamkader 2025                             |
| Name                    | Geburtsdatum       | Land           | Vorheriges Team                            |
| ----------------------- | ------------------ | -------------- | ------------------------------------------ |
| Tobias Bayer            | 17. November 1999  | Österreich     | Tirol KTM Cycling Team (2020)              |
| Lars Boven              | 13. August 2001    | Niederlande    | Jumbo-Visma Development Team (2023)        |
| Ramses Debruyne         | 31. August 2002    | Belgien        | Alpecin-Deceuninck Development Team (2024) |
| Simon Dehairs           | 4. Juni 2001       | Belgien        | Alpecin-Deceuninck Development Team (2024) |
| Tibor Del Grosso        | 27. Juli 2003      | Niederlande    | Alpecin-Deceuninck Development Team (2024) |
| Silvan Dillier          | 3. August 1990     | Schweiz        | AG2R La Mondiale (2020)                    |
| Samuel Gaze             | 12. Dezember 1995  | Neuseeland     | Alpecin-Fenix Development Team (2021)      |
| Robbe Ghys              | 11. Januar 1997    | Belgien        | Sport Vlaanderen-Baloise (2022)            |
| Gal Glivar              | 1. Mai 2002        | Slowenien      | UAE Team Emirates Gen Z (2024)             |
| Michael Gogl            | 4. November 1993   | Österreich     | Qhubeka NextHash (2021)                    |
| Kaden Groves            | 23. Dezember 1998  | Australien     | BikeExchange-Jayco (2022)                  |
| Quinten Hermans         | 29. Juli 1995      | Belgien        | Intermarché-Wanty-Gobert Matériaux (2022)  |
| Juri Hollmann           | 30. August 1999    | Deutschland    | Movistar Team (2023)                       |
| Jimmy Janssens          | 30. Mai 1989       | Belgien        | Cibel-Cebon (2018)                         |
| Timo Kielich            | 5. August 1999     | Belgien        | Alpecin-Deceuninck Development Team (2023) |
| Xandro Meurisse         | 31. Januar 1992    | Belgien        | Circus-Wanty Gobert (2020)                 |
| Jasper Philipsen        | 2. März 1998       | Belgien        | UAE Team Emirates (2020)                   |
| Edward Planckaert       | 1. Februar 1995    | Belgien        | Sport Vlaanderen-Baloise (2020)            |
| Jensen Plowright        | 15. Mai 2000       | Australien     | Équipe continentale Groupama-FDJ (2022)    |
| Johan Price-Pejtersen   | 26. Mai 1999       | Dänemark       | Bahrain Victorious (2024)                  |
| Jonas Rickaert          | 7. Februar 1994    | Belgien        | Sport Vlaanderen-Baloise (2018)            |
| Oscar Riesebeek         | 23. Dezember 1992  | Niederlande    | Roompot-Charles (2019)                     |
| Henri Uhlig             | 1. August 2001     | Deutschland    | Alpecin-Deceuninck Development Team (2023) |
| Fabio Van den Bossche   | 21. September 2000 | Belgien        | Sport Vlaanderen-Baloise (2021)            |
| Mathieu van der Poel    | 19. Januar 1995    | Niederlande    | IKO Enertherm-BKCP (2013)                  |
| Stan Van Tricht         | 20. September 1999 | Belgien        | Soudal Quick-Step (2023)                   |
| Luca Vergallito         | 14. September 1997 | Italien        | Alpecin-Deceuninck Development Team (2023) |
| Gianni Vermeersch       | 19. November 1992  | Belgien        | Verandas Willems (2016)                    |
| Emiel Verstrynge        | 4. Februar 2002    | Belgien        | Alpecin-Deceuninck Development Team (2024) |
|                         |                    |                |                                            |
| Quelle: ProCyclingStats |                    |                |                                            |